# Ella Ilbak

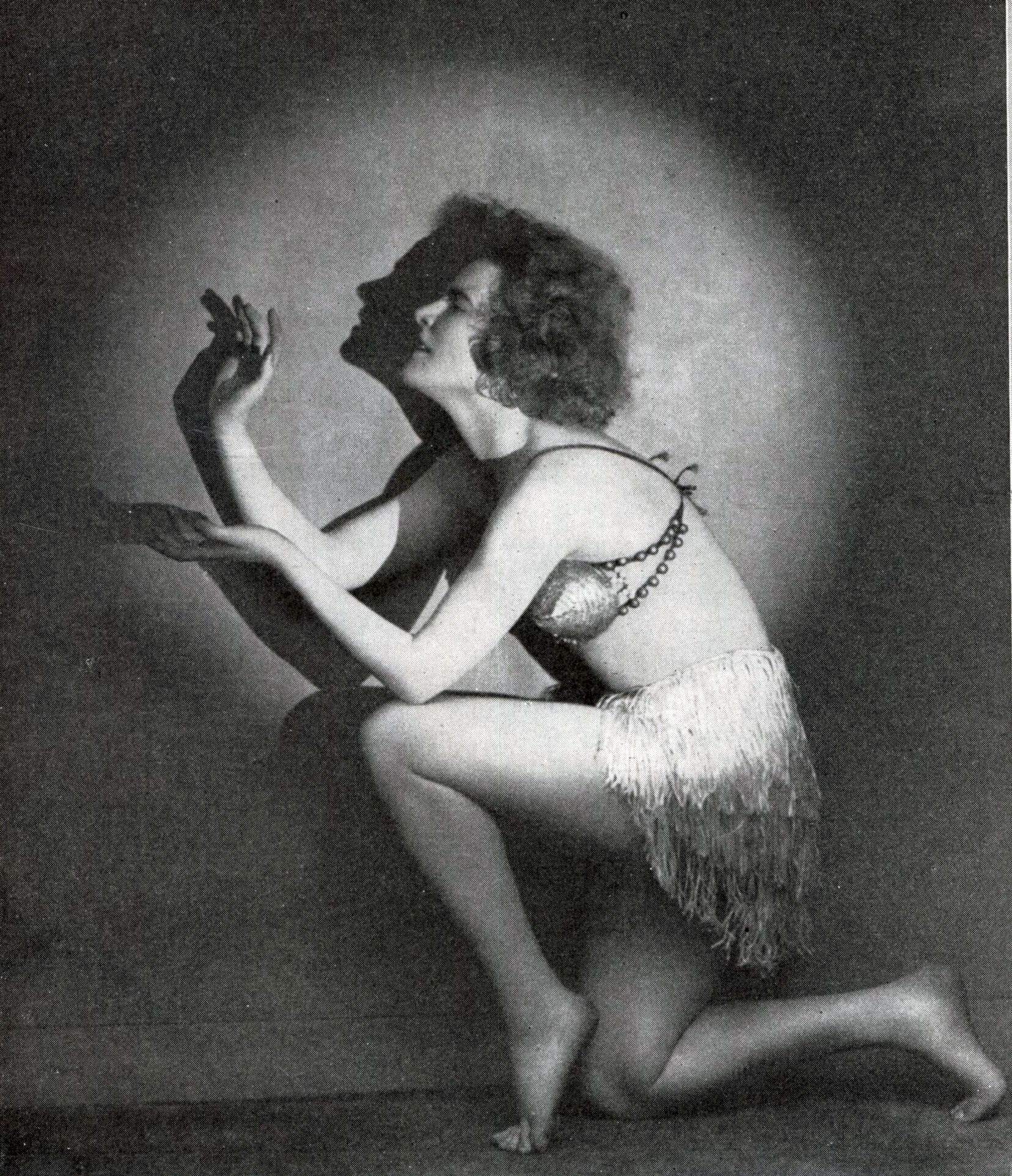
Ella Ilbak. Foto i Scenen 1928.

Ella Ilbak, född den 31 oktober 1895 i Pööglevald, Guvernementet Livland, Kejsardömet Ryssland,	död den 8 augusti 1997 i Pontiac, Michigan, var en estnisk dansare.

## Biografi
Ibak var elev till bland annat Rutkovska i Sankt Petersburg. Hon vann i Europa erkännande som ett av de stora namnen inom den så kalla de fria dansen. Hennes dans utmärktes av intensiv och säregen uttrycksfullhet samt herravälde över rörelsemedlen. 
Ilbak gästade Stockholm 1924 och 1925, vid det senare tillfället tillsammans med Jean Börlin, samt 1928, då hon även genomförde en svensk turné. Eugène Fahlstedt karakteriserade henne på följande sätt: "Med sitt blonda, lockomkransade hufvud, sin höga och smärta samt särdeles välväxta och genomgymnastiserade gestalt, sitt temperamentstarka och poetiska försinnligande af själstillstånd fängslar hon i hög grad. Särskildt armarnas och händernas plastik är märkvärdigt uttrycksfull; minspelet har däremot ej många skiftningar."